# Гагаузи

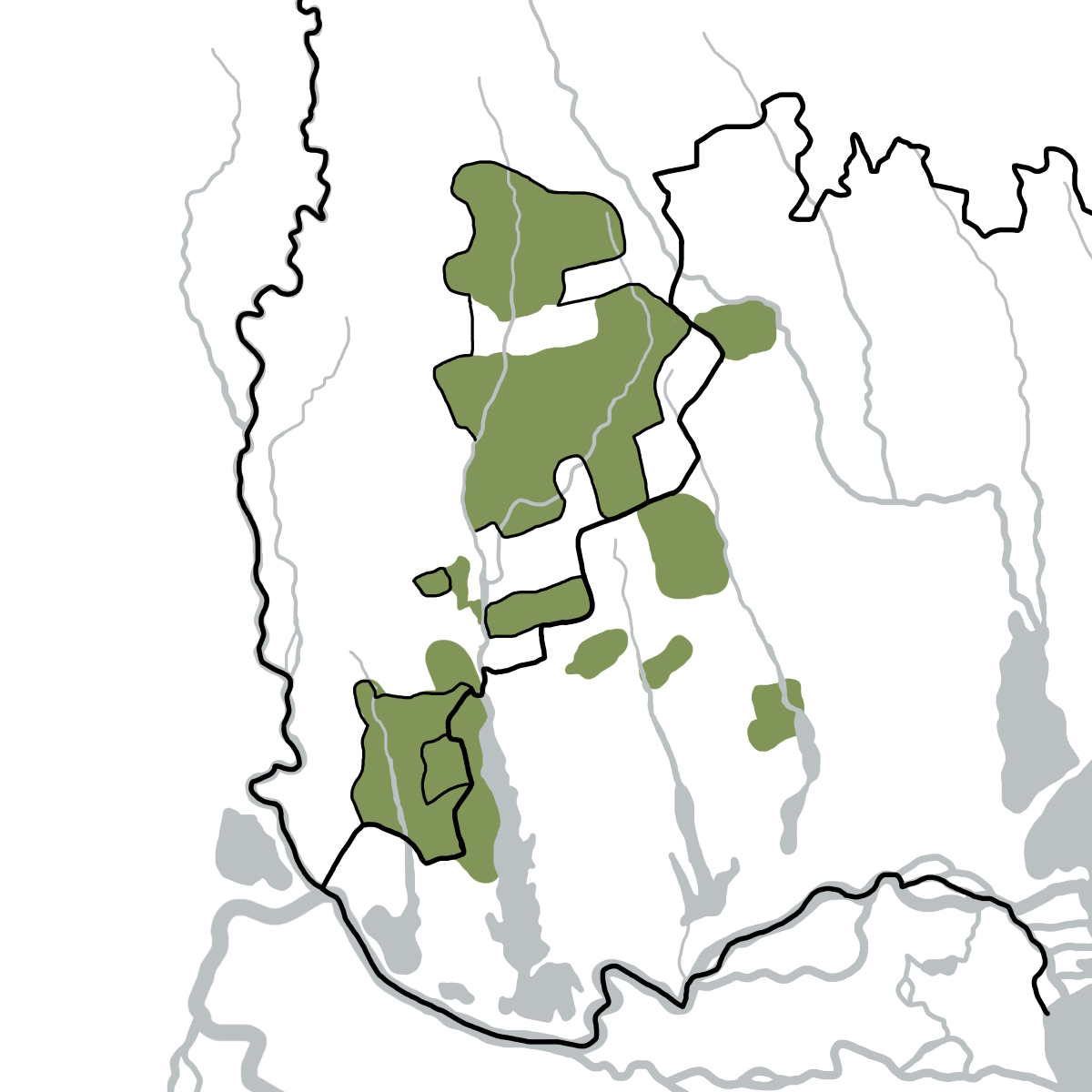
Карта розселення гагаузів

Гагаузи або ґаґаузи — тюркомовний народ у Буджаці та Добруджі. У складі Молдови існує автономне територіальне утворення Гагауз Єрі зі столицею в місті Комрат.
Загальна чисельність — близько 250 000 осіб.
Основна частина мешкає в Молдові (135 000 осіб), а також в Україні (31 000 осіб), Росії (11 000 осіб), Туреччині (5000 осіб), Греції (30000 осіб), Болгарії (1400 осіб), Румунії (1200 осіб), Казахстані (1000), Узбекистані, Туркменістані, Білорусі, Латвії, Естонії, Грузії, Канаді та Бразилії. За переписом 2001 в Україні проживало 31,9 тис. гагаузів, з них 27,6 тис. (86,5 %) – в Одеській області, решта – у Запорізькій, Миколаївській, Донецькій та ін. областях.
Гагаузька мова належить до огузької групи тюркських мов. Писемність на основі латинського алфавіту.
Традиційна релігія гагаузів — православ'я (зустрічається думка, що гагаузи — єдиний тюркомовний народ, який сповідує християнство; це не так: наприклад, основною релігією чувашів і якутів також є православ'я; поширене православ'я також серед чулимців і хакасів, хоча ці народи зберігають і традиції шаманізму). За традиційною культурою гагаузи близькі до балканських народів, передусім до болгар.
Про походження гагаузів існує багато різноманітних гіпотез. Згідно з однією з найпоширеніших версій, предками гагаузів були тюркомовні кочівники — огузи, печеніги, половці. У Молдові найчастіше притримуються теорії походження цього етносу від огузів, котрі мали прийняти християнство в XI—XII ст. від русинів, а наступно переселитися на Балкани.

## Галерея

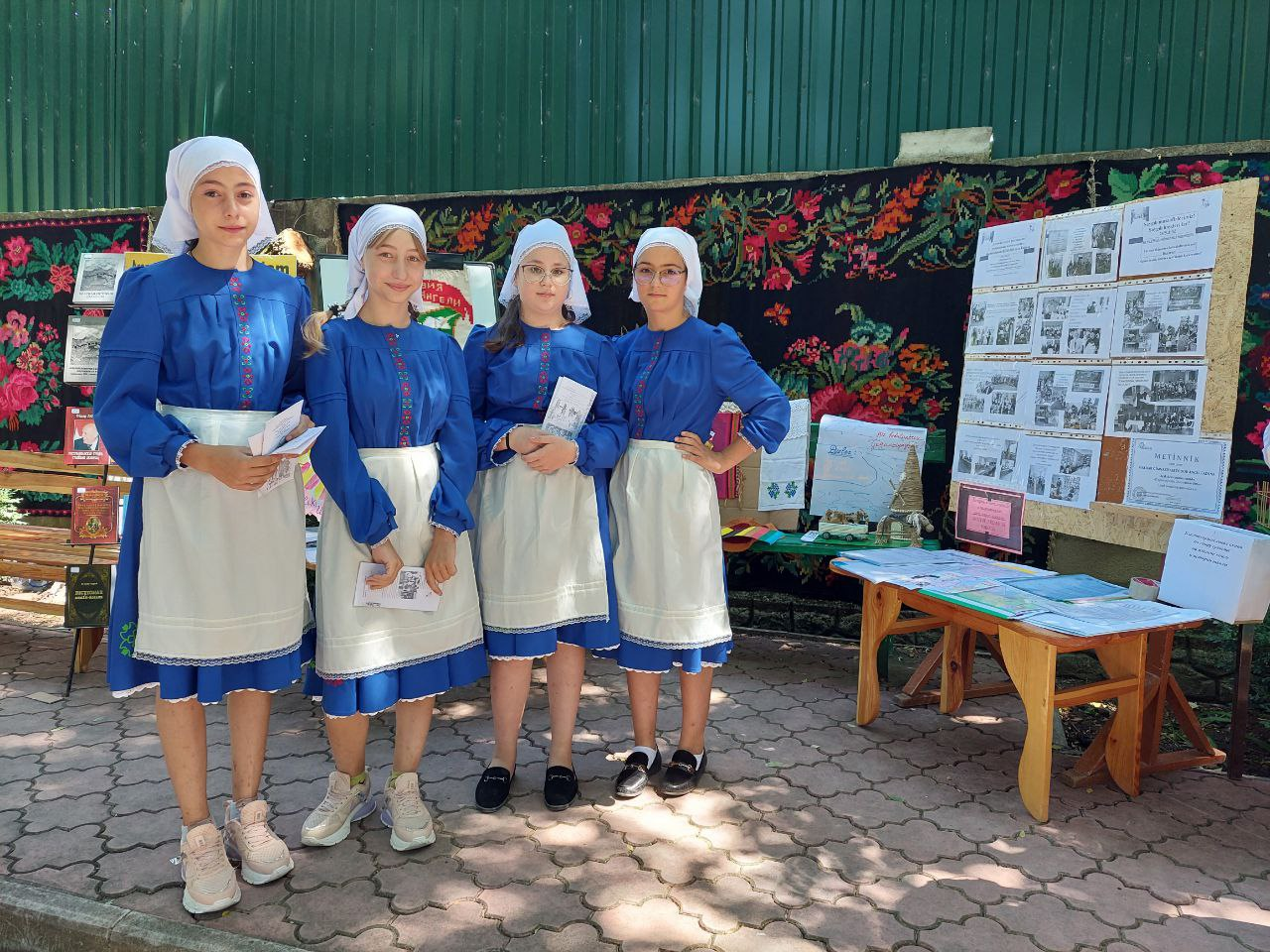
Дівчата одягнені у традиційному гагаузькому вбрані